# James Bowen
James Anthony Bowen (15 marzo 1979) è uno scrittore inglese.
Le sue memorie A Spasso con Bob, Il Mondo Secondo Bob e Un Dono Speciale di Nome Bob, scritti con Gerry Jenkins, sono dei best-sellers internazionali. Bowen dedica il suo tempo ad aiutare varie organizzazioni senza scopo di lucro che coinvolgono senzatetto, aiutano l'alfabetizzazione e difendono i diritti degli animali.

## Biografia
Figlio di John e Penelope Bowen, dopo il divorzio dei genitori, all'età di tre anni si trasferisce in Australia con la madre. La sua infanzia è caratterizzata da frequenti spostamenti dovuti al lavoro materno, che gli rendono difficile stringere amicizie stabili e lo espongono a episodi di bullismo scolastico. Abbandona gli studi durante il secondo anno di superiori.
A 17 anni torna nel Regno Unito per vivere col padre, ma le tensioni familiari lo portano a vivere come senzatetto, lottando contro dipendenze e precarietà.

## L'incontro con Bob

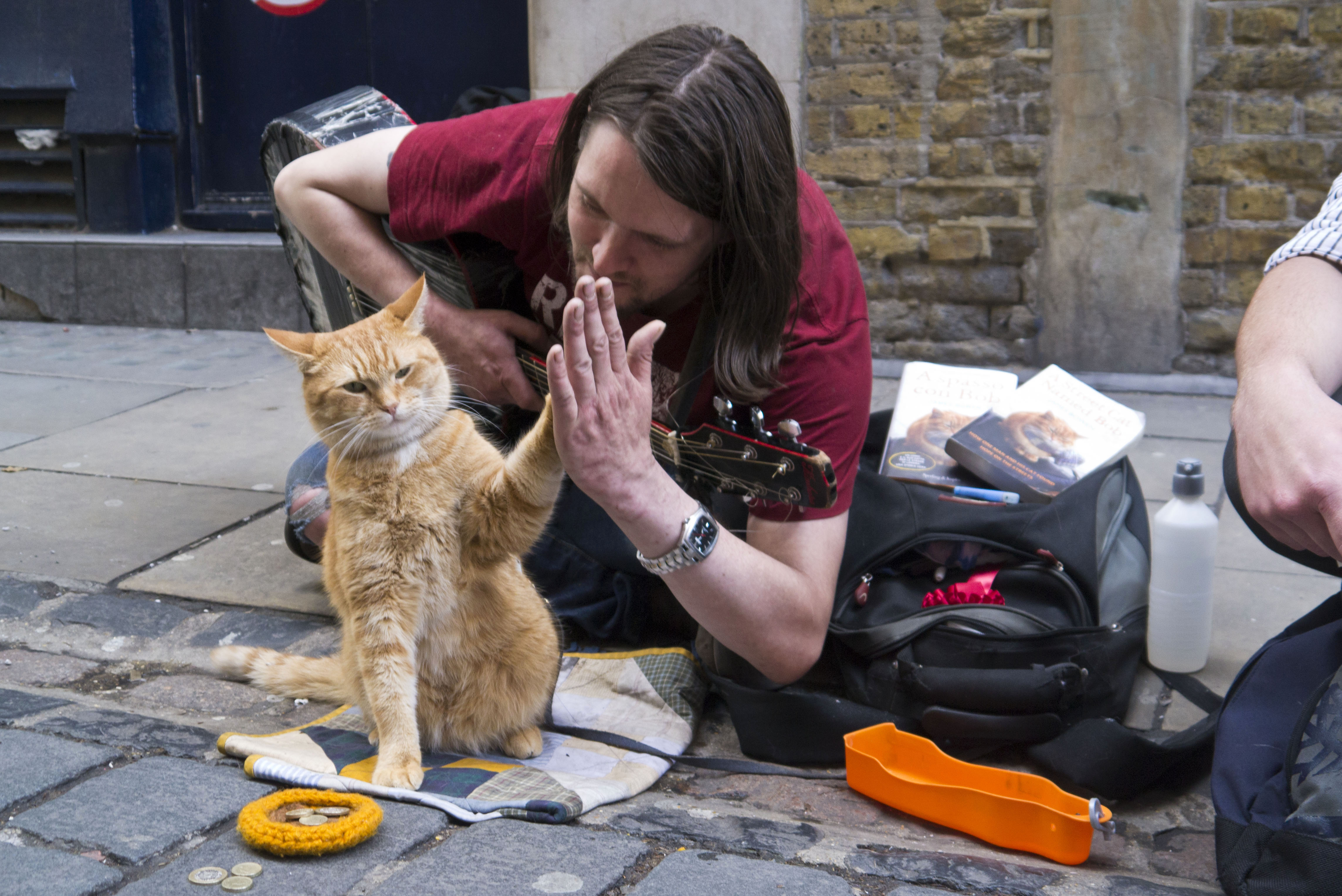
Bob mentre batte il cinque con James Bowen con i libri sulla loro storia in inglese e in italiano

Durante la riabilitazione, incontra un gatto randagio ferito nell’ingresso del suo palazzo. Dopo averlo curato con le sue ultime risorse, il gatto, che lui chiama Bob come il personaggio Killer BOB della serie televisiva Twin Peaks inizia a seguirlo ovunque. Bowen lo adotta, segnando l’inizio di un legame che gli cambierà la vita e ispirerà il libro A Spasso con Bob.
Nella primavera del 2007, James, anche grazie a Bob, decide di smettere di assumere eroina e di iniziare un programma di metadone.

Continuando a suonare per strada a Covent Garden, James Bowen, accompagnato dal suo gatto Bob, attirò l'attenzione del pubblico mentre lavorava come artista di strada e successivamente iniziò a vendere copie di The Big Issue a Covent Garden prima e Angel dopo. Per sicurezza, acquistò un collare con guinzaglio per Bob, che lo seguiva ovunque, viaggiando insieme sull’autobus 73. La coppia divenne rapidamente famosa, con video caricati su YouTube e turisti che accorrevano per incontrarli.
Le apparizioni pubbliche di Bowen e Bob attirarono l'attenzione dell'Islington Tribune, che pubblicò per la prima volta la loro storia nel settembre 2010. Questa fu letta dall'agente letterario Mary Pachnos che presentò Bowen allo scrittore Garry Jenkins. I due autori hanno realizzarono una scaletta per un libro che Pachnos utilizzò per assicurarsi un contratto editoriale con gli editori Hodder & Stoughton. Dalla sua pubblicazione, il libro ha venduto oltre 1 milione di copie solo nel Regno Unito, è stato tradotto in 30 lingue e ha trascorso oltre 76 settimane in cima alla lista dei bestseller del Sunday Times sia nelle edizioni rilegate che in quelle tascabili. A spasso con Bob è stato pubblicato negli Stati Uniti il 30 luglio 2013 ed è entrato nella lista dei bestseller del New York Times al n. 7.
La realizzazione di un film incentrato sui primi due libri è stata opzionata dalla Shooting Script Films con sede a Londra e dal suo produttore Adam Rolston, nel marzo 2014. Nell'agosto 2015, Variety ha annunciato che Luke Treadaway avrebbe recitato nel film e che Roger Spottiswoode lo avrebbe diretto, con le riprese che sarebbero iniziate in ottobre e svolte a Londra. Durante la produzione, è stato rivelato che Bob ha interpretato se stesso nella stragrande maggioranza delle scene del film. Il film è uscito nel Regno Unito nel novembre 2016.
Grazie ai soldi guadagnati in seguito alla vendita dei libri e alla realizzazione dei film, James ha acquistato una casa nel Surrey dove Bob ha vissuto l'ultimo periodo della sua vita.

La sera del 13 giugno 2020 Bob si allontanò da casa scappando da un lucernario e fu trovato morto, investito da un'auto, due giorni dopo.

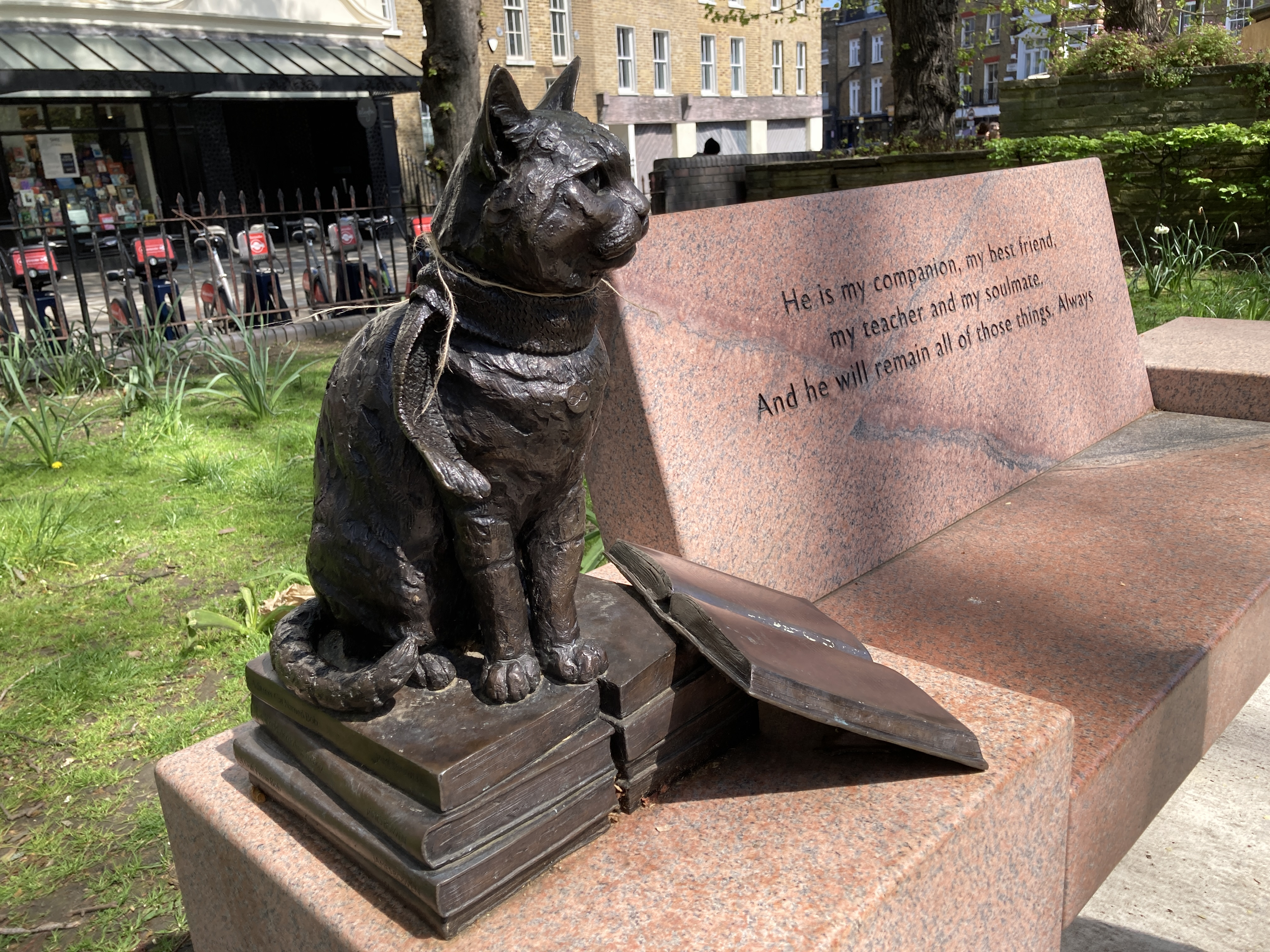
La statua commemorativa di Bob, Islington Green, Londra

In seguito all'annuncio della morte di Bob, la rivista The Big Issue fu stata inondata di tributi, messaggi e ricordi di Bob da tutto il mondo.

Nel 2021, è stato eretto un memoriale in onore di Bob nel giardino di Islington Green.

Dopo la morte di Bob, James Bowen ha ripreso a fare uso di eroina; tuttavia, è tornato sobrio a partire da gennaio 2023. Più tardi quell'anno, ha dovuto vendere casa a causa dell'aumento dei tassi dei mutui,
 ed è diventato di nuovo un senzatetto. Dal 2024, Bowen vive nei pressi di North London.

## Opere
- A spasso con Bob, Sperling & Kupfer, 2012
- Bob: No Ordinary Cat, Hodder & Stoughton, 14 febbraio 2013
- Where in the World Is Bob?, Hodder & Stoughton, ottobre 2013
- My Name Is Bob, Random House, aprile 2014
- For the Love of Bob, Hodder & Stoughton, 3 luglio 2014
- Bob to the Rescue, Random House, settembre 2014
- Il mondo secondo Bob, Sperling & Kupfer, 2015
- Un dono speciale di nome Bob, Sperling & Kupfer, 2016.
- Brevi lezioni di felicità: Pillole di Saggezza Felina, Sperling & Kupfer, 2019

## Cinema
- 2016, A spasso con Bob, di Roger Spottiswoode
- 2020, Natale con Bob, di Charles Martin Smith

## Musica
Oltre ai libri, James ha pubblicato anche della musica riguardante la sua storia e il suo rapporto con Bob. I singoli di beneficenza And Then Came Bob e Time To Move On sono stati pubblicati da Macaferri Music nel 2018. Entrambe le tracce sono state mixate al Broadway Studio e masterizzate agli Abbey Road Studios di Londra.
La traccia And Then Came Bob è stata composta dal trio di cantautori Roger Ferris, Glo Macari e Dominic Ferris, e Time To Move On è stata composta da Bowen e dal collega musicista di strada Henry Facey.
Entrambi i singoli sono stati lanciati in un evento dal vivo a pagamento nel novembre 2018 al Phoenix Gardens di Covent Garden, dove Bowen era accompagnato da Dominic Ferris e Henry Facey.
I profitti di And Then Came Bob sono stati donati alla Big Issue Foundation, che sostiene i senzatetto in tutto il Regno Unito. Inoltre Bowen e il suo team hanno tentato di portare And Then Came Bob al primo posto nella classifica di Natale del Regno Unito del 2018.

## Premi
A spasso con Bob è stato nominato per i National Book Awards del Regno Unito nella categoria Popular Non-Fiction nel novembre 2012.

Nel marzo 2014, A spasso con Bob è stato inserito alla posizione n. 7, nella lista dei libri per adolescenti più stimolanti in seguito a un sondaggio per la Giornata mondiale del libro.